# Transiënte flora
De transiënte flora bestaat uit veel soorten micro-organismen die door toeval, bijvoorbeeld door handcontact of contact met besmette voorwerpen of met feces op de huid zijn terechtgekomen. De micro-organismen van de transiënte flora vermenigvuldigen zich niet. Er zijn natuurlijk veel verschillende soorten micro-organismen tot de transiënte flora behoren. Deze micro-organismen kunnen heel gemakkelijk verwijderd worden door de handen te wassen met water en zeep. Minder gemakkelijk te verwijderen zijn de residente flora.